# Nemanja Nedović
Nemanja Nedović (in serbo Немања Недовић?; Nova Varoš, 16 giugno 1991) è un cestista serbo, che gioca come guardia.

## Carriera
È stato selezionato dai Phoenix Suns al primo giro del Draft NBA 2013 (30ª scelta assoluta).

### Nazionale
Con la Serbia ha disputato i Giochi olimpici di Rio de Janeiro 2016 e tre edizioni dei Campionati europei (2013, 2015, 2022), non prenderà parte al Mondiale 2023, per motivi personali (pur facendo la preparazione con la squadra). Il 26 Marzo 2024 dichiara il ritiro dalla nazionale serba.

## Statistiche

### NBA

#### Regular Season
| Anno      | Squadra       | PG | PT | MP  | TC%  | 3P%  | TL%  | RP  | AP  | PRP | SP  | PP  |
| --------- | ------------- | -- | -- | --- | ---- | ---- | ---- | --- | --- | --- | --- | --- |
| 2013-2014 | G.S. Warriors | 24 | 0  | 5,9 | 20,5 | 16,7 | 87,5 | 0,6 | 0,5 | 0,0 | 0,0 | 1,1 |
| Carriera  | Carriera      | 24 | 0  | 5,9 | 20,5 | 16,7 | 87,5 | 0,6 | 0,5 | 0,0 | 0,0 | 1,1 |

### Eurolega
| Anno      | Squadra        | PG  | PT | MP   | TC%  | 3P%  | TL%  | RP  | AP  | PRP | SP  | PP   |
| --------- | -------------- | --- | -- | ---- | ---- | ---- | ---- | --- | --- | --- | --- | ---- |
| 2012-2013 | Rytas Vilnius  | 10  | 5  | 23,2 | 36,7 | 34,3 | 70,0 | 2,5 | 2,1 | 0,8 | 0,2 | 9,8  |
| 2014-2015 | Valencia       | 5   | 2  | 19,4 | 40,5 | 40,0 | 100  | 1,0 | 3,6 | 1,4 | 0,2 | 8,0  |
| 2015-2016 | Málaga         | 23  | 8  | 15,1 | 39,1 | 27,9 | 75,0 | 0,8 | 1,9 | 0,3 | 0,1 | 7,4  |
| 2017-2018 | Málaga         | 24  | 18 | 25,1 | 42,9 | 35,8 | 84,5 | 2,0 | 4,8 | 0,6 | 0,1 | 16,8 |
| 2018-2019 | Olimpia Milano | 15  | 7  | 23,5 | 46,1 | 41,4 | 80,6 | 2,5 | 2,7 | 0,8 | 0,1 | 11,5 |
| 2019-2020 | Olimpia Milano | 17  | 3  | 16,5 | 37,3 | 34,3 | 82,9 | 1,2 | 1,7 | 0,3 | 0,1 | 7,9  |
| 2020-2021 | Panathīnaïkos  | 25  | 13 | 26,1 | 42,8 | 37,0 | 83,5 | 1,9 | 3,7 | 0,7 | 0,2 | 16,0 |
| 2021-2022 | Panathīnaïkos  | 26  | 11 | 23,6 | 44,6 | 38,4 | 85,3 | 2,2 | 3,2 | 0,5 | 0,1 | 14,3 |
| 2022-2023 | Stella Rossa   | 27  | 4  | 21,0 | 39,0 | 28,0 | 86,0 | 1,2 | 2,9 | 0,7 | 0,0 | 13,3 |
| 2023-2024 | Stella Rossa   | 30  | 15 | 21,8 | 48,4 | 40,8 | 86,8 | 1,9 | 2,6 | 0,5 | 0,1 | 14,3 |
| Carriera  | Carriera       | 202 | 86 | 21,8 | 42,7 | 35,6 | 83,7 | 1,7 | 3,0 | 0,6 | 0,1 | 12,8 |

## Palmarès

### Club

#### Competizioni nazionali
- Campionato greco: 1

Panathīnaïkos: 2020-2021
- Campionato serbo: 2

Stella Rossa: 2022-2023, 2023-2024
- Coppa di Grecia: 1

Panathīnaïkos: 2020-2021
- Supercoppa italiana: 1

Olimpia Milano: 2018
- Supercoppa greca: 1

Panathīnaïkos: 2021
- Coppa di Serbia: 3

Stella Rossa: 2023, 2024, 2025

#### Competizioni internazionali
- Eurocup: 1

Malaga: 2016-2017
- Lega Adriatica: 1

Stella Rossa: 2023-2024